# Isaque Comneno (irmão de Aleixo I)
Isaque Comneno (em grego: Ἰσαάκιος Κομνηνός; romaniz.: Isaákios Komnenos; ca. 1047-1102/1104) foi um notável general bizantino na década de 1070 e um dos principais apoiantes do imperador Aleixo I Comneno (r. 1081–1118), que foi seu irmão mais novo. Aleixo criou o título de sebastocrator para ele.

## Biografia
Isaque foi o segundo mais velho e terceiro filho do doméstico das escolas João Comneno e Ana Dalassena. Como tal, pertencia à mais alta aristocracia de meados do século XI, sendo o sobrinho do imperador Isaque I Comneno (r. 1057–1059). Em 1071 ou 1072, Miguel VII Ducas (r. 1071–1078) casou-o com Irene, uma princesa georgiana e prima da esposa de Miguel, a imperatriz Maria da Alânia.
Na década de 1070, após a desastrosa batalha de Manzicerta, Isaque foi contratado como comandante militar na Anatólia contra os turcos seljúcidas. Em 1073, como doméstico das escolas do Oriente (ou seja, comandante-em-chefe do exército oriental), foi capturado pelos turcos, e foi liberado apenas após resgate ser pago. No ano seguinte, novamente foi enviado para o Oriente, agora como duque de Antioquia (1074–1078), onde acalmou a agitação local; foi capturado pelos turcos e foi libertado através de resgate pago pelos cidadãos.

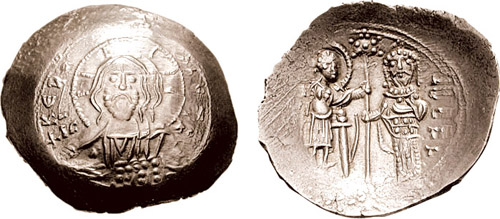
Histameno de r.

acalmando a agitação local, mas sendo novamente capturado pelos turcos sendo resgatado pelos cidadãos da cidade. No reino de Nicéforo III Botaniates (r. 1078–1081), atendendo aos favores do imperador e conspirando na corte usando sua influência como a imperatriz Maria, ele elevou a posição da família comnena na corte; especialmente a de seu irmão mais novo Aleixo, que era diretamente relacionado com a dinastia dos Ducas através de seu casamento com Irene Ducena.
Quando Aleixo finalmente fez seu movimento e se rebelou contra Nicéforo III, foi Isaque que o fez imperador; e depois disso ele se mostrou um de seus apoiantes mais leais, firme e entusiasmado. Aleixo, por sua vez o recompensou atribuindo-o o título de sebastocrator que o fez quase igual a um imperador; nas palavras de Ana Comnena, um "imperador sem a púrpura". Entre 1081-1082, Isaque atuou como governador de Constantinopla.

## Família
Isaque Comneno foi casado com a princesa georgina Irene, a prima da imperatriz Maria da Alânia, com quem teve vários filhos:
- [Ana] Comnena, casada com um neto do césar João Ducas.[4]
- João Comneno (1076-1106), protosebasto e governador (duque) de Dirráquio entre 1092-1105/1106.[4]
- Aleixo Comneno (? - depois de 1143), pansebasto e duque de Dirráquio entre 1105-1108.[4]
- [Maria] Comnena (? - depois de 1191), noiva de Gregório Gabras, filho de Teodoro Gabras.[4]
- Constantino Comneno (? - após 1147), pansebasto e duque da Beroia, depois grande drungário (1136/1143-1147).[4]
- Adriano Comneno (? - 1164), monge e depois arcebispo da Bulgária como João IV (1139/20 de agosto de 1143 - 13 de maio de 1157/10 de fevereiro 1164).[4]
- Sofia Comnena, casada com Nicéforo Ducas. Tornou-se posteriormente freira com o nome Susana.[4]
- Eudóxia Comnena, casada com Nicéforo Botaniates.[4]
- Filho de nome desconhecido.[4]